# 2go
2go — бесплатное приложение для мобильных социальных сетей, разработанное 2go Interactive (Pty) Ltd в Кейптауне (ЮАР). 2go поддерживает более 1500 различных устройств, включая обычные телефоны, в дополнение к Android, BlackBerry OS и смартфонам BlackBerry 10. 2go имеет более 50 миллионов зарегистрированных пользователей в Африке, из которых 13 миллионов активных пользователей находятся в Нигерии.

## Обзор
Компания 2go, в настоящее время базируется в Кейптауне, но первоначально программа была разработана в Йоханнесбурге. 2go была создана в 2007 году двумя студентами Университета Витватерсранда как средство коммуникации. 2go начинался как мобильный веб-сайт и использовался для загрузки и обмена расписаниями и лекциями студентов друг с другом. В 2008 году двое из четырех основателей проекта ушли, оставив его Алану Вольфу и Эшли Питер. Под их руководством 2go отказались от модели «только студенты», нацелившись на развивающиеся рынки Африки. 2go продолжал расти, несмотря на отсутствие внешних инвестиций, из-за своей ориентации на функциональные телефоны, которые составляют  большинство устройств на африканском рынке мобильной связи. Ежемесячно через службу отправляется более 7 миллиардов сообщений, большинство из которых в платных чатах с использованием внутренней валюты платформы, GoCredits. В июне 2013 года приложение 2go для Android было выпущено в магазине Google Play и по состоянию на декабрь 2014 года насчитывало более 2 миллионов активных пользователей Android в месяц. Версия Android привнесла много изменений и дополнений в дизайн, которые другие платформы получили в версии v3.5. 2go для BlackBerry 10 был выпущен в апреле 2014 года. Последней версией была версия 3.8.